# Amanda Patiño
Amanda Patiño Ordóñez (ur. 21 lutego 1964) – kolumbijska zapaśniczka w stylu wolnym. Dwukrotna srebrna medalistka mistrzostw panamerykańskich w 1997 i 1998. Zdobyła brązowy medal na igrzyskach Ameryki Środkowej i Karaibów w 1998 roku.